# Límite de Shockley-Queisser

Límite Shockley-Queisser para la eficiencia de una célula solar. La curva es irregular debida al espectro de absorción de la atmósfera. En el artículo original, el espectro solar se había aproximado por la más simple curva de un cuerpo negro a 6000 K. Por ello, la eficiencia resultante fue ligeramente diferente.

En física, el límite Shockley-Queisser o límite de balance detallado designa a la máxima eficiencia teórica de una célula fotoeléctrica basada en una unión p-n. El cálculo fue desarrollado por William Shockley y Hans Queisser en Shockley Semiconductor en 1961. Se le considera uno de los fundamentos básicos de la energía solar fotovoltaica y uno de los principales avances en el campo.
El límite sitúa la eficiencia máxima en el entorno de 33,7%, asumiendo una única unión p-n con una banda prohibida de 1.34 eV (usando un espectro de AM 1,5 G). Es decir, de la energía solar incidente (típicamente, 1000 W/m²), solo 33,7% se podría convertir en electricidad (337 W/m²). El material más usado en células fotovoltaicas, el silicio tiene una banda aún más desfavorable, de 1,1 eV, lo que rebaja el máximo para células comerciales al 29%. Tecnologías modernas como el silicio monocristalino han llegado a alcanzar eficiencias del 22%, separadas de este máximo solo por consideraciones prácticas como radiación reflejada en la superficie y sombras debidas a las conexiones de la unión.
El límite Shockley-Queisser aplica únicamente a sistemas monocélulas. Tecnologías con múltiples capas pueden sobrepasar dicha barrera. Idealmente, dispositivos con un número infinito de capas pueden alcanzar rendimientos del 86% usando radiación solar concentrada.

## Obtención del límite
Este límite teórico se calcula obteniendo la energía eléctrica que se puede obtener por fotón. Para ello, se toman en consideración tres factores:
- Cualquier material por encima del cero absoluto emite radiación. En el caso de una célula solar a temperatura ambiente (300 kelvin) esto supone que siempre se está perdiendo energía. Alrededor de un 7% de la energía que llega se dispersa de esta manera. El valor exacto depende de la temperatura, por lo que cualquier defecto en la célula que aumente la cantidad de energía que es absorbida como calor en vez de transformada en electricidad aumentará el efecto. A medida que aumenta la temperatura de la célula, aumentan las pérdidas radiativas hasta alcanzar un equilibrio. En células típicas, esta temperatura de equilibrio ronda los 360 Kelvin, lo que baja la eficiencia de la célula por debajo del caso a temperatura ambiente. Las hojas de características de las células suelen considerar esta dependencia mediante una denominada TNOCT.

En negro: el límite para un circuito abierto (con intensidad nula) bajo el modelo Shockley-Queisser. La línea punteada en rojo indica como el voltaje es inferior al esperado para dicho gap debido a la recombinación.

- La absorción de un fotón genera un par electrón-hueco, que puede generar una corriente eléctrica. Este proceso se conoce como generación. Sin embargo, existe también el efecto opuesto que se conoce como recombinación, donde un par hueco-electrón pueden encontrarse, y recombinarse emitiendo un fotón. La pérdida de portadores de carga mediante este fenómeno reduce la eficiencia global. Otros fenómenos recombinatorios pueden darse, aunque este es el principal.

- El mero hecho de pasar un electrón de la banda de valencia a la banda de conducción requiere energía. Solo aquellos fotones que tengan más energía que el nivel discreto necesario para producir esta transferencia provocarán corriente. Para el caso de silicio cristalino, la banda de conducción está a 1,1 eV de la de valencia, lo que marca qué fotones pueden lograr la excitación. Eso supone que solo el espectro visible generará electricidad, mientras que el infrarrojo, las ondas de radio o las microondas no son aprovechables.[5] Sólo este efecto descarta un 19% de la radiación incidente. Pero, incluso en la radiación aprovechable, este fenómeno supone pérdidas. Los niveles de energía son discretos y la diferencia entre la energía del fotón incidente y la necesaria para excitar el electrón no es capturada por la unión p-n sino que se convierte en calor.[5] Esto supone la mayor pérdida en la célula, causando unas pérdidas del 33% de la energía incidente. Por la combinación de ambos efectos espectrales, solo un 48% de la energía incidente es aprovechable.

Si a las pérdidas espectrales se le suman los efectos de cuerpo negro y recombinación, este 48% baja hasta dar un valor final de 33,7% (337 W/m² con AM 1.5).